# Znan obraz ima svoj glas (6. sezona)
6. sezona šova Znan obraz ima svoj glas je bila na sporedu 12 nedelj od 6. marca do 5. junija 2022 (s premorom 24. aprila in 1. maja) na POP TV. Vodila sta jo Peter Poles in Sašo Stare, ki sta nadomestila Denisa Avdića, voditelja prvih petih sezon, za žirantsko mizo pa so sedli Helena Blagne, Ana Maria Mitič in Andrej Škufca (namesto Lare Komar, Lee Sirk in Marka Miladinovića iz pete sezone). Končna zmagovalca sta postala BQL.

## Tekmovalci
- Adrijana Kamnik
- BQL (Anej in Rok Piletič)
- Damjana Golavšek
- Mario Pešić (iz The Sticky Licks)
- Martina Majerle
- Matevž Derenda
- Nastja Gabor

Tekmovalcem pri pripravah na preobrazbe pomagajo učiteljica petja Darja Švajger, koreograf Miha Krušič in učiteljica igre Gorka Berden.

## Točke skozi celotno sezono
| Tekmovalec       | 6. 3. | 13. 3. | 20. 3. | 27. 3. | 3. 4. | 10. 4. | 17. 4. | 8. 5. | 15. 5. | 22. 5. | 29. 5. | Σ   |
| ---------------- | ----- | ------ | ------ | ------ | ----- | ------ | ------ | ----- | ------ | ------ | ------ | --- |
| Damjana Golavšek | 18    | 18     | 24     | 11     | 17    | 12     | 13     | 20    | 13     | 11     | 17     | 174 |
| Mario Pešić      | 11    | 16     | 12     | 22     | 13    | 22     | 16     | 16    | 10     | 24     | 19     | 181 |
| Martina Majerle  | 14    | 16     | 18     | 18     | 11    | 10     | 18     | 16    | 19     | 11     | 13     | 164 |
| Nastja Gabor     | 13    | 19     | 13     | 12     | 15    | 17     | 19     | 11    | 20     | 16     | 14     | 169 |
| Matevž Derenda   | 15    | 10     | 15     | 21     | 17    | 10     | 10     | 13    | 17     | 15     | 13     | 156 |
| BQL              | 20    | 14     | 14     | 14     | 24    | 19     | 16     | 18    | 16     | 17     | 24     | 196 |
| Adrijana Kamnik  | 24    | 22     | 18     | 16     | 17    | 14     | 22     | 20    | 20     | 20     | 14     | 207 |

1. ↑  Tu navedeni skupni seštevki Adrijane Kamnik, Damjane Golavšek, Martine Majerle in Matevža Derende se razlikujejo od tistih, prikazanih v 11. oddaji, saj so jim v 6. oddaji prišteli eno točko preveč.

Legenda:
     zmagovalec tedna/sezone
     tekmovalec, ki se je uvrstil v finale
Točke tekmovalca, ki je imel v posamezni oddaji skrivno misijo, so v ležečem.

### Zmagovalne preobrazbe
| #   | Datum     | Tekmovalec       | Preobrazba                   | Pesem                            |
| --- | --------- | ---------------- | ---------------------------- | -------------------------------- |
| 1.  | 6. marec  | Adrijana Kamnik  | Rag'n'Bone Man               | »Giant«                          |
| 2.  | 13. marec | Adrijana Kamnik  | Dolly Parton & Kenny Rodgers | »Islands in the Stream«          |
| 3.  | 20. marec | Damjana Golavšek | Marjana Deržaj               | »Orion«                          |
| 4.  | 27. marec | Mario Pešić      | Jasmin Stavros               | »Opala«                          |
| 5.  | 3. april  | BQL              | Duo Platin                   | »Stay Forever«                   |
| 6.  | 10. april | Mario Pešić      | Adi Smolar                   | »Jaz sem nor«                    |
| 7.  | 17. april | Adrijana Kamnik  | Etta James                   | »All I Could Do Was Cry«         |
| 8.  | 8. maj    | Adrijana Kamnik  | Renée Zellweger              | »Roxie«                          |
| 9.  | 15. maj   | Adrijana Kamnik  | Chubby Checker               | »Pony Time«                      |
| 10. | 22. maj   | Mario Pešić      | Zver (Dan Stevens)           | »Evermore«                       |
| 11. | 29. maj   | BQL              | Ed Sheeran & Andrea Bocelli  | »Perfect Symphony«               |
| 12. | 5. junij  | BQL              | Ansambel bratov Avsenik      | »Slovenija, od kod lepote tvoje« |

## Oddaje

### 1. oddaja
- Gostujoči žirant je bil Dejan Vunjak.

| #  | Tekmovalec       | Preobrazba         | Pesem                              | Glasovanje                    | Glasovanje                    | Glasovanje                    | Glasovanje                    | Glasovanje                    | Glasovanje                    | Glasovanje                    | Glasovanje | Σ  | Mesto |
| #  | Tekmovalec       | Preobrazba         | Pesem                              | Žirija in glasovi tekmovalcev | Žirija in glasovi tekmovalcev | Žirija in glasovi tekmovalcev | Žirija in glasovi tekmovalcev | Žirija in glasovi tekmovalcev | Žirija in glasovi tekmovalcev | Žirija in glasovi tekmovalcev | Televoting | Σ  | Mesto |
| #  | Tekmovalec       | Preobrazba         | Pesem                              | DV                            | AMM                           | AŠ                            | HB                            | Tekm                          | Σ                             | Točke                         | Televoting | Σ  | Mesto |
| -- | ---------------- | ------------------ | ---------------------------------- | ----------------------------- | ----------------------------- | ----------------------------- | ----------------------------- | ----------------------------- | ----------------------------- | ----------------------------- | ---------- | -- | ----- |
| 1. | Damjana Golavšek | Nomcebo            | »Jerusalema«                       | 10                            |                               |                               |                               | 5                             | 39                            | 9                             | 9          | 18 | 3.    |
| 2. | Mario Pešić      | Leteči potepuhi    | »Bicikl«                           | [ a ]                         |                               |                               |                               | 0                             | 24                            | 6                             | 5          | 11 | 7.    |
| 3. | Martina Majerle† | Shirley Bassey     | »Get the Party Started«            |                               |                               | 10                            | 12                            | 0                             | 38                            | 8                             | 6          | 14 | 5.    |
| 4. | Nastja Gabor     | Ava Max            | »Kings & Queens«                   |                               |                               |                               |                               | 0                             | 21                            | 5                             | 8          | 13 | 6.    |
| 5. | Matevž Derenda   | Michael Bublé      | »Everything«                       |                               |                               |                               | 10                            | 5                             | 38                            | 8                             | 7          | 15 | 4.    |
| 6. | BQL              | The Blues Brothers | »Everybody Needs Somebody to Love« | 12                            | 10                            |                               |                               | 5                             | 44                            | 10                            | 10         | 20 | 2.    |
| 7. | Adrijana Kamnik  | Rag'n'Bone Man     | »Giant«                            |                               | 12                            | 12                            |                               | 20                            | 59                            | 12                            | 12         | 24 | 1.    |

1. ↑  V oddaji razkrijejo zgolj, komu so žiranti podelili 10 in 12 točk, nato pa skupni seštevek njihovih točk, tako da nižjih točk (5–9) v večini primerov ni mogoče razbrati.

Legenda:
     zmagovalec tedna
† tekmovalec s skrivno misijo
Glasovanje tekmovalcev (X je dal svojih 5 točk Y):
- Damjana → Adrijana
- Mario → BQL
- Martina → Adrijana
- Nastja → Matevž
- Matevž → Adrijana
- BQL → Adrijana
- Adrijana → Damjana

### 2. oddaja
- Gostujoči žirant je bil Blaž Švab.
- BQL se je pri nastopu kot tretji brat Jonas pridružil njun brat Aljaž.

| #  | Tekmovalec       | Preobrazba                   | Pesem                   | Glasovanje                    | Glasovanje                    | Glasovanje                    | Glasovanje                    | Glasovanje                    | Glasovanje                    | Glasovanje                    | Glasovanje | Σ  | Mesto |
| #  | Tekmovalec       | Preobrazba                   | Pesem                   | Žirija in glasovi tekmovalcev | Žirija in glasovi tekmovalcev | Žirija in glasovi tekmovalcev | Žirija in glasovi tekmovalcev | Žirija in glasovi tekmovalcev | Žirija in glasovi tekmovalcev | Žirija in glasovi tekmovalcev | Televoting | Σ  | Mesto |
| #  | Tekmovalec       | Preobrazba                   | Pesem                   | BŠ                            | AMM                           | AŠ                            | HB                            | Tekm                          | Σ                             | Točke                         | Televoting | Σ  | Mesto |
| -- | ---------------- | ---------------------------- | ----------------------- | ----------------------------- | ----------------------------- | ----------------------------- | ----------------------------- | ----------------------------- | ----------------------------- | ----------------------------- | ---------- | -- | ----- |
| 1. | Nastja Gabor     | Kekec                        | »Kekčeva pesem«         |                               |                               |                               |                               | 15                            | 42                            | 9                             | 10         | 19 | 2.    |
| 2. | Matevž Derenda   | OMI                          | »Cheerleader«           |                               |                               |                               |                               | 0                             | 23                            | 5                             | 5          | 10 | 7.    |
| 3. | Martina Majerle  | Christina Aguilera           | »Hurt«                  | 10                            | 10                            | 10                            | 7                             | 5                             | 42                            | 9                             | 7          | 16 | 5.    |
| 4. | Mario Pešić      | The Trashmen                 | »Surfin' Bird«          |                               |                               |                               |                               | 5                             | 37                            | 7                             | 9          | 16 | 4.    |
| 5. | Adrijana Kamnik† | Dolly Parton & Kenny Rodgers | »Islands in the Stream« | 12                            | 9                             | 12                            | 10                            | 0                             | 43                            | 10                            | 12         | 22 | 1.    |
| 6. | Damjana Golavšek | John Travolta                | »Greased Lightning«     |                               | 12                            |                               |                               | 10                            | 46                            | 12                            | 6          | 18 | 3.    |
| 7. | BQL              | Jonas Brothers               | »Sucker«                |                               |                               |                               | 12                            | 0                             | 30                            | 6                             | 8          | 14 | 6.    |

Legenda:
     zmagovalec tedna
† tekmovalec s skrivno misijo
Glasovanje tekmovalcev (X je dal svojih 5 točk Y):
- Nastja → Damjana
- Matevž → Nastja
- Martina → Damjana
- Mario → Nastja
- Adrijana → Nastja
- Damjana → Martina
- BQL → Mario

### 3. oddaja
- Gostujoči žirant je bil Lado Bizovičar.
- Prvič se je zgodilo, da so ponovili točko iz pretekle sezone: Britney Spears z »I'm a Slave 4 U« je namreč že imitirala Nika Zorjan v 4. sezoni.

| #  | Tekmovalec       | Preobrazba              | Pesem                              | Glasovanje                    | Glasovanje                    | Glasovanje                    | Glasovanje                    | Glasovanje                    | Glasovanje                    | Glasovanje                    | Glasovanje | Σ  | Mesto |
| #  | Tekmovalec       | Preobrazba              | Pesem                              | Žirija in glasovi tekmovalcev | Žirija in glasovi tekmovalcev | Žirija in glasovi tekmovalcev | Žirija in glasovi tekmovalcev | Žirija in glasovi tekmovalcev | Žirija in glasovi tekmovalcev | Žirija in glasovi tekmovalcev | Televoting | Σ  | Mesto |
| #  | Tekmovalec       | Preobrazba              | Pesem                              | LB                            | AMM                           | AŠ                            | HB                            | Tekm                          | Σ                             | Točke                         | Televoting | Σ  | Mesto |
| -- | ---------------- | ----------------------- | ---------------------------------- | ----------------------------- | ----------------------------- | ----------------------------- | ----------------------------- | ----------------------------- | ----------------------------- | ----------------------------- | ---------- | -- | ----- |
| 1. | Nastja Gabor     | Lizzo                   | »Juice«                            |                               |                               |                               |                               | 5                             | 31                            | 6                             | 7          | 13 | 6.    |
| 2. | Damjana Golavšek | Marjana Deržaj          | »Orion«                            | 9                             | 12                            | 12                            | 12                            | 0                             | 45                            | 12                            | 12         | 24 | 1.    |
| 3. | Mario Pešić      | Lado Bizovičar (O.S.T.) | »Bolne želje«                      |                               |                               |                               |                               | 10                            | 37                            | 7                             | 5          | 12 | 7.    |
| 3. | Matevž Derenda†  | Lado Bizovičar (O.S.T.) | »Bolne želje«                      | 12                            |                               |                               |                               | 5                             | 41                            | 9                             | 6          | 15 | 4.    |
| 4. | BQL              | Aladdin                 | »Prince Ali« & »A Whole New World« |                               |                               |                               |                               | 0                             | 27                            | 5                             | 9          | 14 | 5.    |
| 5. | Adrijana Kamnik  | Gwen Stefani (No Doubt) | »It's My Life«                     | 10                            | 10                            | 10                            | 10                            | 0                             | 40                            | 8                             | 10         | 18 | 2.    |
| 6. | Martina Majerle  | Britney Spears          | »I'm a Slave 4 U«                  |                               |                               |                               |                               | 15                            | 42                            | 10                            | 8          | 18 | 3.    |

1. ↑  Anej se je preobrazil v duha (kot ga je v filmu iz leta 2019 upodobil Will Smith) in zapel »Prince Ali«, Rok pa je kot Aladin iz risanega filma skupaj z Niko Zorjan v vlogi Jasmine zapel »A Whole New World«.

Legenda:
     zmagovalec tedna
† tekmovalec s skrivno misijo
Glasovanje tekmovalcev (X je dal svojih 5 točk Y):
- Nastja → Martina
- Damjana → Nastja
- Mario → Matevž
- Matevž → Mario
- BQL → Martina
- Adrijana → Martina
- Martina → Mario

### 4. oddaja
- Gostujoči žirant je bil Tilen Artač.
- Mariu se je med točko proti koncu pridružil Jasmin Stavros.

| #  | Tekmovalec       | Preobrazba      | Pesem            | Glasovanje                    | Glasovanje                    | Glasovanje                    | Glasovanje                    | Glasovanje                    | Glasovanje                    | Glasovanje                    | Glasovanje | Σ  | Mesto |
| #  | Tekmovalec       | Preobrazba      | Pesem            | Žirija in glasovi tekmovalcev | Žirija in glasovi tekmovalcev | Žirija in glasovi tekmovalcev | Žirija in glasovi tekmovalcev | Žirija in glasovi tekmovalcev | Žirija in glasovi tekmovalcev | Žirija in glasovi tekmovalcev | Televoting | Σ  | Mesto |
| #  | Tekmovalec       | Preobrazba      | Pesem            | TA                            | AMM                           | AŠ                            | HB                            | Tekm                          | Σ                             | Točke                         | Televoting | Σ  | Mesto |
| -- | ---------------- | --------------- | ---------------- | ----------------------------- | ----------------------------- | ----------------------------- | ----------------------------- | ----------------------------- | ----------------------------- | ----------------------------- | ---------- | -- | ----- |
| 1. | BQL              | Los del Río     | »Macarena«       |                               |                               |                               |                               | 0                             | 28                            | 6                             | 8          | 14 | 5.    |
| 2. | Mario Pešić†     | Jasmin Stavros  | »Opala«          | 10                            | 10                            | 10                            | 10                            | 0                             | 40                            | 10                            | 12         | 22 | 1.    |
| 3. | Damjana Golavšek | LaBelle         | »Lady Marmalade« |                               |                               |                               |                               | 0                             | 26                            | 5                             | 6          | 11 | 7.    |
| 4. | Matevž Derenda   | Donald O'Connor | »Make 'Em Laugh« | 12                            | 12                            | 12                            | 12                            | 20                            | 68                            | 12                            | 9          | 21 | 2.    |
| 5. | Martina Majerle  | Mariah Carey    | »Without You«    |                               |                               |                               |                               | 5                             | 34                            | 8                             | 10         | 18 | 3.    |
| 6. | Adrijana Kamnik  | Tones and I     | »Dance Monkey«   |                               |                               |                               |                               | 5                             | 37                            | 9                             | 7          | 16 | 4.    |
| 6. | Nastja Gabor     | Tones and I     | »Dance Monkey«   |                               |                               |                               |                               | 5                             | 30                            | 7                             | 5          | 12 | 6.    |

Legenda:
     zmagovalec tedna
† tekmovalec s skrivno misijo
Glasovanje tekmovalcev (X je dal svojih 5 točk Y):
- BQL → Matevž
- Mario → Matevž
- Damjana → Matevž
- Matevž → Martina
- Martina → Matevž
- Adrijana → Nastja
- Nastja → Adrijana

### 5. oddaja
- Gostujoča žirantka je bila Gorka Berden. Ni ji bilo treba glasovati.
- Del Martininega nastopa je bila točka Tajde Korče, zmagovalke 8. sezone Slovenija ima talent.
- Matevžu sta se pri preobrazbi pridružila Luka Cvetičanin in Patrik Mrak, ostala dva člana skupine Booom.

| #  | Tekmovalec       | Preobrazba               | Pesem                   | Glasovanje                    | Glasovanje                    | Glasovanje                    | Glasovanje                    | Glasovanje                    | Glasovanje                    | Glasovanje | Σ  | Mesto |
| #  | Tekmovalec       | Preobrazba               | Pesem                   | Žirija in glasovi tekmovalcev | Žirija in glasovi tekmovalcev | Žirija in glasovi tekmovalcev | Žirija in glasovi tekmovalcev | Žirija in glasovi tekmovalcev | Žirija in glasovi tekmovalcev | Televoting | Σ  | Mesto |
| #  | Tekmovalec       | Preobrazba               | Pesem                   | AMM                           | AŠ                            | HB                            | Tekm                          | Σ                             | Točke                         | Televoting | Σ  | Mesto |
| -- | ---------------- | ------------------------ | ----------------------- | ----------------------------- | ----------------------------- | ----------------------------- | ----------------------------- | ----------------------------- | ----------------------------- | ---------- | -- | ----- |
| 1. | Martina Majerle  | Lettie Lutz              | »This Is Me«            |                               |                               |                               | 0                             | 20                            | 6                             | 5          | 11 | 7.    |
| 2. | Adrijana Kamnik  | Axl Rose (Guns N' Roses) | »Welcome to the Jungle« |                               |                               |                               | 5                             | 27                            | 8                             | 9          | 17 | 2.    |
| 2. | Nastja Gabor     | Axl Rose (Guns N' Roses) | »Welcome to the Jungle« |                               |                               |                               | 5                             | 28                            | 9                             | 6          | 15 | 5.    |
| 3. | Mario Pešić      | Michael Hutchence (INXS) | »By My Side«            |                               |                               |                               | 0                             | 17                            | 5                             | 8          | 13 | 6.    |
| 4. | Matevž Derenda   | O-Zone                   | »Dragostea Din Tei«     | 10                            |                               |                               | 0                             | 24                            | 7                             | 10         | 17 | 3.    |
| 5. | Damjana Golavšek | Lana Del Rey             | »Born to Die«           | 9                             | 10                            | 10                            | 0                             | 29                            | 10                            | 7          | 17 | 4.    |
| 6. | BQL†             | Duo Platin               | »Stay Forever«          | 12                            | 12                            | 12                            | 25                            | 61                            | 12                            | 12         | 24 | 1.    |

1. ↑  Anej se je preobrazil v Simona Gomilška, Rok pa v Diano Lečnik.

Legenda:
     zmagovalec tedna
† tekmovalec s skrivno misijo
Glasovanje tekmovalcev (X je dal svojih 5 točk Y):
- Martina → BQL
- Adrijana → BQL
- Nastja → BQL
- Mario → Adrijana
- Matevž → BQL
- Damjana → BQL
- BQL → Nastja

### 6. oddaja
- Gostujoči žirant je bil Klemen Bunderla, ki je Adija Smolarja z »Jaz sem nor« imitiral v 2. sezoni.
- Matevž Derenda zaradi okužbe s koronavirusom ni nastopil. Prav tako ni nastopila Martina Majerle, ki bi morala z njim zapeti v duetu. Preobrazila bi se v Malumo in Shakiro.[6] Odsotnosti navkljub sta oba za to oddajo prejela 10 točk, 5 od žirije in 5 od televotinga (četudi se zanju v resnici ni dalo glasovati).
- BQL sta tokrat nastopila ločeno. Za njun skupni seštevek točk cele sezone so se štele Anejeve točke.

| #  | Tekmovalec       | Preobrazba     | Pesem                   | Glasovanje                    | Glasovanje                    | Glasovanje                    | Glasovanje                    | Glasovanje                    | Glasovanje                    | Glasovanje                    | Glasovanje | Σ  | Mesto |
| #  | Tekmovalec       | Preobrazba     | Pesem                   | Žirija in glasovi tekmovalcev | Žirija in glasovi tekmovalcev | Žirija in glasovi tekmovalcev | Žirija in glasovi tekmovalcev | Žirija in glasovi tekmovalcev | Žirija in glasovi tekmovalcev | Žirija in glasovi tekmovalcev | Televoting | Σ  | Mesto |
| #  | Tekmovalec       | Preobrazba     | Pesem                   | KB                            | AMM                           | AŠ                            | HB                            | Tekm                          | Σ                             | Točke                         | Televoting | Σ  | Mesto |
| -- | ---------------- | -------------- | ----------------------- | ----------------------------- | ----------------------------- | ----------------------------- | ----------------------------- | ----------------------------- | ----------------------------- | ----------------------------- | ---------- | -- | ----- |
| 1. | Damjana Golavšek | Sophia Loren   | »Tu vuo fa l'Americano« |                               |                               |                               |                               | 0                             | 25                            | 6                             | 6          | 12 | 6.    |
| 2. | Adrijana Kamnik  | Sendi          | »Nemirna kri«           |                               |                               |                               |                               | 0                             | 32                            | 7                             | 7          | 14 | 5.    |
| 3. | Rok Piletič      | Toše Proeski   | »Moja«                  |                               |                               |                               | 10                            | 10                            | 40                            | 8                             | 12         | 20 | 2.    |
| 4. | Anej Piletič     | Eminem         | »Lose Yourself«         |                               |                               | 12                            | 12                            | 5                             | 47                            | 10                            | 9          | 19 | 3.    |
| 5. | Nastja Gabor†    | Kelly Clarkson | »Piece by Piece«        | 10                            | 12                            | 10                            | 9                             | 0                             | 41                            | 9                             | 8          | 17 | 4.    |
| 6. | Mario Pešić      | Adi Smolar     | »Jaz sem nor«           | 12                            | 10                            |                               |                               | 15                            | 53                            | 12                            | 10         | 22 | 1.    |
| —  | Martina Majerle  | Shakira        | »Chantaje«              | 5                             | 5                             | 5                             | 5                             | 0                             | 20                            | 5                             | 5          | 10 | 7.    |
| —  | Matevž Derenda   | Maluma         | »Chantaje«              | 5                             | 5                             | 5                             | 5                             | 0                             | 20                            | 5                             | 5          | 10 | 7.    |

Legenda:
     zmagovalec tedna
† tekmovalec s skrivno misijo
Glasovanje tekmovalcev (X je dal svojih 5 točk Y):
- Damjana → Mario
- Adrijana → Mario
- Rok → Anej
- Anej → Rok
- Nastja → Mario
- Mario → Rok

### 7. oddaja
- Gostujoči žirant je bil David Amaro.
- Matevž Derenda zaradi okužbe s koronavirusom tudi ta teden ni nastopil. Odsotnosti navkljub je za to oddajo prejel 10 točk, 5 od žirije in 5 od televotinga (četudi se zanj v resnici ni dalo glasovati).
- Damjana Golavšek je nastopila skupaj z Alenko Godec in Simono Vodopivec, drugima dvema članicama skupine Dinamitke.

| #  | Tekmovalec        | Preobrazba     | Pesem                        | Glasovanje                    | Glasovanje                    | Glasovanje                    | Glasovanje                    | Glasovanje                    | Glasovanje                    | Glasovanje                    | Glasovanje | Σ  | Mesto |
| #  | Tekmovalec        | Preobrazba     | Pesem                        | Žirija in glasovi tekmovalcev | Žirija in glasovi tekmovalcev | Žirija in glasovi tekmovalcev | Žirija in glasovi tekmovalcev | Žirija in glasovi tekmovalcev | Žirija in glasovi tekmovalcev | Žirija in glasovi tekmovalcev | Televoting | Σ  | Mesto |
| #  | Tekmovalec        | Preobrazba     | Pesem                        | DA                            | AMM                           | AŠ                            | HB                            | Tekm                          | Σ                             | Točke                         | Televoting | Σ  | Mesto |
| -- | ----------------- | -------------- | ---------------------------- | ----------------------------- | ----------------------------- | ----------------------------- | ----------------------------- | ----------------------------- | ----------------------------- | ----------------------------- | ---------- | -- | ----- |
| 1. | Nastja Gabor      | Stanka Kovačič | »Prinesi mi rože«            |                               |                               |                               | 10                            | 5                             | 41                            | 9                             | 10         | 19 | 2.    |
| 2. | Damjana Golavšek† | Las Ketchup    | »The Ketchup Song (Aserejé)« |                               |                               |                               |                               | 0                             | 26                            | 6                             | 7          | 13 | 6.    |
| 3. | Adrijana Kamnik   | Etta James     | »All I Could Do Was Cry«     | 12                            | 10                            | 12                            | 8                             | 5                             | 47                            | 10                            | 12         | 22 | 1.    |
| 4. | BQL               | Cher           | »If I Could Turn Back Time«  |                               |                               |                               |                               | 0                             | 33                            | 7                             | 9          | 16 | 4.    |
| 5. | Martina Majerle   | Damir Urban    | »Budi moja voda«             | 10                            | 12                            | 10                            | 7                             | 15                            | 54                            | 12                            | 6          | 18 | 3.    |
| 6. | Mario Pešić       | Måneskin       | »Zitti e buoni«              |                               |                               |                               | 12                            | 5                             | 37                            | 8                             | 8          | 16 | 5.    |
| —  | Matevž Derenda    | —              | —                            | 5                             | 5                             | 5                             | 5                             | 0                             | 20                            | 5                             | 5          | 10 | 7.    |

Legenda:
     zmagovalec tedna
† tekmovalec s skrivno misijo
Glasovanje tekmovalcev (X je dal svojih 5 točk Y):
- Nastja → Mario
- Damjana → Nastja
- Adrijana → Martina
- BQL → Martina
- Martina → Adrijana
- Mario → Martina

### 8. oddaja
- Gostujoči žirant je bil Bojan Cvjetićanin.
- To je bila prva oddaja sezone z občinstvom v studiu.

| #  | Tekmovalec       | Preobrazba                    | Pesem             | Glasovanje                    | Glasovanje                    | Glasovanje                    | Glasovanje                    | Glasovanje                    | Glasovanje                    | Glasovanje                    | Glasovanje | Σ  | Mesto |
| #  | Tekmovalec       | Preobrazba                    | Pesem             | Žirija in glasovi tekmovalcev | Žirija in glasovi tekmovalcev | Žirija in glasovi tekmovalcev | Žirija in glasovi tekmovalcev | Žirija in glasovi tekmovalcev | Žirija in glasovi tekmovalcev | Žirija in glasovi tekmovalcev | Televoting | Σ  | Mesto |
| #  | Tekmovalec       | Preobrazba                    | Pesem             | BC                            | AMM                           | AŠ                            | HB                            | Tekm                          | Σ                             | Točke                         | Televoting | Σ  | Mesto |
| -- | ---------------- | ----------------------------- | ----------------- | ----------------------------- | ----------------------------- | ----------------------------- | ----------------------------- | ----------------------------- | ----------------------------- | ----------------------------- | ---------- | -- | ----- |
| 1. | Nastja Gabor     | Camila Cabello                | »Don't Go Yet«    |                               |                               |                               |                               | 5                             | 26                            | 5                             | 6          | 11 | 7.    |
| 2. | Matevž Derenda   | Bojan Cvjetićanin (Joker Out) | »Umazane misli«   |                               |                               |                               |                               | 5                             | 35                            | 8                             | 5          | 13 | 6.    |
| 3. | BQL              | Extreme                       | »More Than Words« |                               |                               |                               |                               | 0                             | 28                            | 6                             | 12         | 18 | 3.    |
| 4. | Mario Pešić      | Amanda Lear                   | »Tomorrow«        |                               | 10                            |                               | 12                            | 0                             | 40                            | 9                             | 7          | 16 | 5.    |
| 5. | Adrijana Kamnik  | Renée Zellweger               | »Roxie«           | 10                            |                               |                               |                               | 10                            | 41                            | 10                            | 10         | 20 | 1.    |
| 6. | Damjana Golavšek | Nina Hagen                    | »My Way«          | 12                            | 12                            | 12                            | 10                            | 15                            | 61                            | 12                            | 8          | 20 | 2.    |
| 7. | Martina Majerle† | Ditka Haberl (Pepel in kri)   | »Dan ljubezni«    |                               |                               | 10                            |                               | 0                             | 32                            | 7                             | 9          | 16 | 4.    |

Legenda:
     zmagovalec tedna
† tekmovalec s skrivno misijo
Glasovanje tekmovalcev (X je dal svojih 5 točk Y):
- Nastja → Adrijana
- Matevž → Damjana
- BQL → Damjana
- Mario → Damjana
- Adrijana → Matevž
- Damjana → Adrijana
- Martina → Nastja

### 9. oddaja
- Gostujoča žirantka je bila Saša Lendero.

| #  | Tekmovalec       | Preobrazba                      | Pesem                 | Glasovanje                    | Glasovanje                    | Glasovanje                    | Glasovanje                    | Glasovanje                    | Glasovanje                    | Glasovanje                    | Glasovanje | Σ  | Mesto |
| #  | Tekmovalec       | Preobrazba                      | Pesem                 | Žirija in glasovi tekmovalcev | Žirija in glasovi tekmovalcev | Žirija in glasovi tekmovalcev | Žirija in glasovi tekmovalcev | Žirija in glasovi tekmovalcev | Žirija in glasovi tekmovalcev | Žirija in glasovi tekmovalcev | Televoting | Σ  | Mesto |
| #  | Tekmovalec       | Preobrazba                      | Pesem                 | SŠ                            | AMM                           | AŠ                            | HB                            | Tekm                          | Σ                             | Točke                         | Televoting | Σ  | Mesto |
| -- | ---------------- | ------------------------------- | --------------------- | ----------------------------- | ----------------------------- | ----------------------------- | ----------------------------- | ----------------------------- | ----------------------------- | ----------------------------- | ---------- | -- | ----- |
| 1. | Matevž Derenda   | Elvis Presley                   | »Viva Las Vegas«      |                               |                               |                               |                               | 10                            | [ a ]                         | 10                            | 7          | 17 | 4.    |
| 2. | Damjana Golavšek | Grace Jones                     | »Slave to the Rhythm« |                               |                               |                               | 10                            | 0                             |                               | 7                             | 6          | 13 | 6.    |
| 2. | Mario Pešić      | Grace Jones                     | »Slave to the Rhythm« |                               |                               |                               |                               | 0                             |                               | 5                             | 5          | 10 | 7.    |
| 3. | BQL              | Justin Wellington ft. Small Jam | »Iko Iko«             |                               |                               |                               |                               | 0                             |                               | 6                             | 10         | 16 | 5.    |
| 4. | Nastja Gabor     | Damjana Golavšek                | »Naravne sile«        |                               | 12                            | 12                            | 12                            | 15                            |                               | 12                            | 8          | 20 | 2.    |
| 5. | Adrijana Kamnik† | Chubby Checker                  | »Pony Time«           | 10                            | 10                            | 10                            |                               | 0                             |                               | 8                             | 12         | 20 | 1.    |
| 6. | Martina Majerle  | Saša Lendero                    | »Ne grem na kolena«   | 12                            |                               |                               |                               | 10                            |                               | 10                            | 9          | 19 | 3.    |

1. ↑  Seštevka točk žirantov in tekmovalcev v tej oddaji niso razkrili.

Legenda:
     zmagovalec tedna
† tekmovalec s skrivno misijo
Glasovanje tekmovalcev (X je dal svojih 5 točk Y):
- Matevž → Nastja
- Damjana → Nastja
- Mario → Martina
- BQL → Nastja
- Nastja → Martina
- Adrijana → Matevž
- Martina → Matevž

### 10. oddaja
- Gostujoča žirantka je bila Tanja Žagar, ki je tudi sama nastopila (»Dadi ladi«).
- Matevžu se je na odru pridružila mama Nuša.

| #  | Tekmovalec       | Preobrazba                | Pesem                      | Glasovanje                    | Glasovanje                    | Glasovanje                    | Glasovanje                    | Glasovanje                    | Glasovanje                    | Glasovanje                    | Glasovanje | Σ  | Mesto |
| #  | Tekmovalec       | Preobrazba                | Pesem                      | Žirija in glasovi tekmovalcev | Žirija in glasovi tekmovalcev | Žirija in glasovi tekmovalcev | Žirija in glasovi tekmovalcev | Žirija in glasovi tekmovalcev | Žirija in glasovi tekmovalcev | Žirija in glasovi tekmovalcev | Televoting | Σ  | Mesto |
| #  | Tekmovalec       | Preobrazba                | Pesem                      | TŽ                            | AMM                           | AŠ                            | HB                            | Tekm                          | Σ                             | Točke                         | Televoting | Σ  | Mesto |
| -- | ---------------- | ------------------------- | -------------------------- | ----------------------------- | ----------------------------- | ----------------------------- | ----------------------------- | ----------------------------- | ----------------------------- | ----------------------------- | ---------- | -- | ----- |
| 1. | BQL              | Olsen Brothers            | »Fly on the Wings of Love« |                               |                               |                               | 10                            | 0                             | 34                            | 8                             | 9          | 17 | 3.    |
| 2. | Damjana Golavšek | Shania Twain              | »Ka-Ching!«                |                               |                               |                               |                               | 0                             | 20                            | 5                             | 6          | 11 | 6.    |
| 3. | Martina Majerle  | Nightwish                 | »Nemo«                     |                               |                               |                               |                               | 0                             | 25                            | 6                             | 5          | 11 | 7.    |
| 4. | Nastja Gabor     | Taylor Dayne              | »Tell It to My Heart«      |                               |                               |                               |                               | 5                             | 37                            | 9                             | 7          | 16 | 4.    |
| 5. | Matevž Derenda   | Nuša Derenda              | »Čez 20 let«               |                               |                               |                               |                               | 0                             | 30                            | 7                             | 8          | 15 | 5.    |
| 6. | Adrijana Kamnik  | Lady Gaga & Ariana Grande | »Rain on Me«               | 10                            | 10                            | 10                            |                               | 0                             | 39                            | 10                            | 10         | 20 | 2.    |
| 7. | Mario Pešić†     | Zver (Dan Stevens)        | »Evermore«                 | 12                            | 12                            | 12                            | 12                            | 30                            | 78                            | 12                            | 12         | 24 | 1.    |

Legenda:
     zmagovalec tedna
† tekmovalec s skrivno misijo
Glasovanje tekmovalcev (X je dal svojih 5 točk Y):
- BQL → Mario
- Damjana → Mario
- Martina → Mario
- Nastja → Mario
- Matevž → Mario
- Adrijana → Mario
- Mario → Nastja

### 11. oddaja
- Gostujoči žirant je bil Jan Plestenjak.
- Peter in Sašo sta Plestenjaku zarepala pesem »Fotr Jan«.
- Duet med Martino in Matevžem bi se prvotno moral zgoditi že v 6. oddaji.

| #  | Tekmovalec       | Preobrazba                  | Pesem                  | Glasovanje                    | Glasovanje                    | Glasovanje                    | Glasovanje                    | Glasovanje                    | Glasovanje                    | Glasovanje                    | Glasovanje | Σ  | Mesto |
| #  | Tekmovalec       | Preobrazba                  | Pesem                  | Žirija in glasovi tekmovalcev | Žirija in glasovi tekmovalcev | Žirija in glasovi tekmovalcev | Žirija in glasovi tekmovalcev | Žirija in glasovi tekmovalcev | Žirija in glasovi tekmovalcev | Žirija in glasovi tekmovalcev | Televoting | Σ  | Mesto |
| #  | Tekmovalec       | Preobrazba                  | Pesem                  | JP                            | AMM                           | AŠ                            | HB                            | Tekm                          | Σ                             | Točke                         | Televoting | Σ  | Mesto |
| -- | ---------------- | --------------------------- | ---------------------- | ----------------------------- | ----------------------------- | ----------------------------- | ----------------------------- | ----------------------------- | ----------------------------- | ----------------------------- | ---------- | -- | ----- |
| 1. | Nastja Gabor     | Marjetka Vovk (Maraaya)     | »1000 let«             |                               |                               |                               |                               | 5                             | 30                            | 6                             | 8          | 14 | 5.    |
| 2. | Adrijana Kamnik  | Billie Eilish               | »Bad Guy«              |                               |                               |                               |                               | 0                             | 25                            | 5                             | 9          | 14 | 4.    |
| 3. | Damjana Golavšek | Bette Midler                | »I Put a Spell on You« | 7                             | 10                            | 10                            | 10                            | 5                             | 42                            | 10                            | 7          | 17 | 3.    |
| 4. | Martina Majerle  | Shakira                     | »Chantaje«             |                               |                               |                               |                               | 5                             | 32                            | 7                             | 6          | 13 | 6.    |
| 4. | Matevž Derenda   | Maluma                      | »Chantaje«             |                               |                               |                               |                               | 5                             | 34                            | 8                             | 5          | 13 | 7.    |
| 5. | Mario Pešić      | Jan Plestenjak              | »Meni dobro je«        | 12                            |                               |                               |                               | 0                             | 39                            | 9                             | 10         | 19 | 2.    |
| 6. | BQL†             | Ed Sheeran & Andrea Bocelli | »Perfect Symphony«     | 10                            | 12                            | 12                            | 12                            | 15                            | 61                            | 12                            | 12         | 24 | 1.    |

1. ↑  Bette Midler kot čarovnica Winnie iz filma Hokus pokus.
2. ↑  Anej kot Sheeran, Rok kot Bocelli.

Legenda:
     zmagovalec tedna
† tekmovalec s skrivno misijo
Glasovanje tekmovalcev (X je dal svojih 5 točk Y):
- Nastja → BQL
- Adrijana → Damjana
- Damjana → BQL
- Martina → Matevž
- Matevž → Martina
- Mario → BQL
- BQL → Nastja

### 12. oddaja − finale
Na podlagi točk, ki so jih zbrali v prvih 11 oddajah, so se v finale uvrstili Adrijana Kamnik, BQL in Mario Pešić. V koga se bodo preobrazili, so si izbrali povsem sami. O zmagovalcu so odločali zgolj glasovi gledalcev, žiranti pa so nastope le komentirali. Gostujoča žirantka je bila Eva Boto, zmagovalka 5. sezone. Največ glasov sta prejela BQL in tako postala »naj imitatorja sezone«.
| Tekmovalec      | Preobrazba              | Pesem                              |
| --------------- | ----------------------- | ---------------------------------- |
| Mario Pešić     | Bajaga (i Instruktori)  | »Ti se ljubiš na tako dobar način« |
| Adrijana Kamnik | Tina Turner             | »Proud Mary«                       |
| BQL             | Ansambel bratov Avsenik | »Slovenija, od kod lepote tvoje«   |

Ostali tekmovalci so nastopili v duetih v netekmovalnem programu:
| Tekmovalec       | Preobrazba | Pesem                                                                    |
| ---------------- | ---------- | ------------------------------------------------------------------------ |
| Damjana Golavšek | Frank      | »Anything You Can Do (I Can Do Better)« (iz muzikala Annie, vzemi puško) |
| Martina Majerle  | Annie      | »Anything You Can Do (I Can Do Better)« (iz muzikala Annie, vzemi puško) |
| Matevž Derenda   | Elton John | »Don't Go Breaking My Heart«                                             |
| Nastja Gabor     | RuPaul     | »Don't Go Breaking My Heart«                                             |